# Gustaf Blidström
Gustaf Blidström, född 1658, död 1744, var en svensk karolin och musiker känd för sina uppteckningar av samtida musik. Gustaf Blidström var skalmejblåsare och hautboist vid Skaraborgs regemente 1697-1709. Efter svenska arméns nederlag vid Poltava 1709 blev han tillfångatagen av ryssarna och förd till Sibirien där han satt i fångenskap tills han tog sig hem efter kriget, efter freden i Nystad 1721.
Tiden som krigsfånge ägnade han åt att nedteckna musiken han spelat under slag, på banketter och på danser. Blidström påbörjade sin notuppteckning i mars 1715 i Tobolsk. Notboken innehåller uppteckningar av 40 marscher, 170 menuetter, 70 polska danser, samt några exempel på gavott och gigue. Notuppteckningen är skriven i fransk violinklav, Samuel Landtmanson transkriberade ett antal av melodierna till normal g-klav i sin folkmusiksamling som utgavs 1912. Blidströms  nothandskrift från fångenskapen i Tobolsk finns nu i Stifts- och landsbiblioteket i Skara.
Blidström beviljades avsked med pension 1723. Enligt ett protokoll 1724 från en husesyn på hans boställe som regementsmusiker - Lubbagården i Acklinga socken, levde han i stor fattigdom 
Blidström flyttade därefter till Häggum. Han var gift med Brita Svensdotter (född 1690, död 1754). De fick  en son, Harald, 1729. Hautboisten Gustaf Blidström avled  den 19 februari 1744 i Häggum, 86 år gammal.